# Teracotona bicolor
Teracotona bicolor är en fjärilsart som beskrevs av De Toulgoët 1980. Teracotona bicolor ingår i släktet Teracotona och familjen björnspinnare. Inga underarter finns listade i Catalogue of Life.